# Nguyễn Thế Quyết
Nguyễn Thế Quyết là Trung tướng Công an nhân dân Việt Nam. Năm 2017, ông là Phó Tổng cục trưởng Tổng cục Hậu cần - Kỹ thuật, Bộ Công an Việt Nam.

## Tiểu sử
Nguyễn Thế Quyết có quê quán ở huyện Đông Anh, thành phố Hà Nội.
Từ tháng 11 năm 2010 đến tháng 1 năm 2013, ông là Thiếu tướng Công an nhân dân Việt Nam, Phó Tổng cục trưởng Tổng cục Hậu cần - Kỹ thuật, Bộ Công an Việt Nam.
Từ tháng 12 năm 2013 đến tháng 8 năm 2017, ông là Trung tướng Công an nhân dân Việt Nam, Phó Tổng cục trưởng Tổng cục Hậu cần - Kỹ thuật, Bộ Công an Việt Nam.

## Phong tặng

### Lịch sử thụ phong quân hàm
- Thiếu tướng Công an nhân dân Việt Nam
- Trung tướng Công an nhân dân Việt Nam (thụ phong năm 2013)

### Huân huy chương
- Huân chương Bảo vệ Tổ quốc hạng Nhì (trao ngày 8 tháng 7 năm 2016)[7]